# Brajdić Selo
Brajdić Selo falu Horvátországban, Károlyváros megyében. Közigazgatásilag Rakovicához tartozik.

## Fekvése
Károlyvárostól 57 km-re délre, községközpontjától 1 km-re délnyugatra, a Kordun területén fekszik.

## Története
A település a 18. század első felében népesült be, azelőtt lakatlan erdős terület volt. Első lakói az ogulini határőrezred katonáinak családjai voltak, akik Ogulin, Josipdol és Modrus vidékéről érkeztek. Az első három betelepülők a név szerint is ismert Filip Brajdić, Nikola Klanfar és Petar Vidoš voltak. A település a Brajdićokról kapta a nevét. A település első írásos említése 1789-ben az ogulini határőrezred egyik iratában történt, melyben a török alól felszabadított drežniki területen elhelyezett tíz határőregység felsorolása található. A brajdić seloi egység parancsnoka Mamule kapitány volt.
1857-ben 315, 1910-ben 400 lakosa volt. Trianonig Modrus-Fiume vármegye Ogulini járásához tartozott. A horvát közigazgatási reform előtt Szluin község része volt. 1991-ben a települést felégették a szerb szabadcsapatok és egészen 1995-ig a Krajinai Szerb Köztársaság része volt. 1995 augusztusában a Vihar hadművelet során szabadította fel a horvát hadsereg. A háború után gyors ütemben indult meg az újjáépítés. A falu ma Rakovica község egyik leggyorsabban fejlődő települése. 2011-ben 84 lakosa volt.

## Lakosság
| Lakosság változása | Lakosság változása | Lakosság változása | Lakosság változása | Lakosság változása | Lakosság változása | Lakosság változása | Lakosság változása | Lakosság változása | Lakosság változása | Lakosság változása | Lakosság változása | Lakosság változása | Lakosság változása | Lakosság változása | Lakosság változása |
| ------------------ | ------------------ | ------------------ | ------------------ | ------------------ | ------------------ | ------------------ | ------------------ | ------------------ | ------------------ | ------------------ | ------------------ | ------------------ | ------------------ | ------------------ | ------------------ |
| 1857               | 1869               | 1880               | 1890               | 1900               | 1910               | 1921               | 1931               | 1948               | 1953               | 1961               | 1971               | 1981               | 1991               | 2001               | 2011               |
| 0                  | 0                  | 0                  | 0                  | 0                  | 0                  | 0                  | 0                  | 0                  | 0                  | 0                  | 0                  | 0                  | 0                  | 95                 | 84                 |